# 精靈寶鑽 (寶物)
精靈寶鑽（昆雅語：Silmaril，眾數形：Silmarilli，其意為「純光之輝」），是J·R·R·托爾金作品中出現的三顆保存了雙聖樹光芒的寶石。精靈寶鑽是托爾金講述「一亞」的創造和精靈、人類與矮人的起始之《精靈寶鑽》一書的核心之一。

## 外觀
精靈寶鑽不僅只是有著耀眼光芒的珠寶而已，在某種意義上，這三顆精靈寶鑽是「活著」且「神聖」的事物。不過關於被公認為諾多族最偉大精靈的費諾當初是怎樣製造出精靈寶鑽這點，是沒有完整的解釋的。即使是包括工藝之神奧力在內的維拉，也沒有辦法複製出相若的事物。事實上，就算是費諾本人，也可能沒有辦法再複製出類似的東西，因為費諾其自身部份的精華，已成了精靈寶鑽的一部份。
在托爾金的世界中，精靈寶鑽的價值是近乎無限的，即使對維拉而言亦然，因為它們是獨特且無可取代的。據稱精靈寶鑽自身是會發出光芒的，而其光芒便是源自雙聖樹，但據稱精靈寶鑽亦會反照其周遭一切的光芒。

## 小說內的歷史
精靈寶鑽的成份是晶體物質「西里馬」（Silima），它包含了雙聖樹的光芒。身為一亞最早的精靈之一的芬威，其子費諾以雙聖樹之光創造了精靈寶鑽。精靈寶鑽為瓦爾妲所祝聖，因此它們會燒灼任何邪惡生物或凡人（貝倫是其例外）的雙手。
天魔王米爾寇和昂哥立安聯手毀了雙聖樹，之後精靈寶鑽成了保存雙聖樹未毀壞前的光芒的物品，因此維拉向費諾墾求，希望他能將精靈寶鑽交出，好讓雙聖樹能復活，然而費諾拒絕了其請求。
之後米爾寇殺害費諾的父親芬威並奪走精靈寶鑽的消息傳出。卻說米爾寇偷了精靈寶鑽後，他逃離了維林諾，回到了自己位於中土大陸北方的基地安格班，並在之後將精靈寶鑽置於其鐵製的王冠上。
費諾對他稱之為「魔茍斯」（辛達林語：Morgoth，意即「黑暗大敵」或「可怕的黑暗」）的米爾寇的行為感到憤怒，再加上維拉打算將精靈寶鑽用於自己目的的意圖，費諾於是帶領他的兒子，共同發下了所謂的「費諾誓言」（Oath of Fëanor）。這個誓言使得他們與任何得取精靈寶鑽的人物進行戰鬥；此後，這可怕的誓言也導致了大屠殺與精靈彼此間的戰爭等問題。 
費諾引領許多諾多族精靈回到中土大陸。他在中土大陸第一紀元的遠行，帶給了中土大陸的精靈和人類無窮無盡的災難。貝爾蘭發生了五場戰鬥。但最後，諾多族精靈和所有介入該誓言的人，都無法從魔苟斯手中奪回精靈寶鑽。
其中一枚精靈寶鑽為貝倫與露西安在歷經磨難後獲得，這枚精靈寶鑽後來為圖爾和伊綴爾之子、半精靈愛爾溫之丈夫埃蘭迪爾帶予居於西方的維拉，做為懺悔的象徵。維拉之後讓這枚精靈寶鑽成為天上的星辰。
另外兩枚精靈寶鑽在魔茍斯的手上，這兩枚精靈寶鑽在憤怒之戰的後段，為曼威的一名手下取走；然而在精靈寶鑽從魔茍斯處取回後不久，費諾剩餘的兩個兒子，也就是梅斯羅斯和梅格洛爾，為了實踐那多年前就發下的誓言，將那兩顆精靈寶鑽給偷走了。但寶鑽就如先前燒灼魔茍斯的雙手一般，開始燒灼他們的手，藉此表明他們不具寶鑽的所有權。因寶鑽燒灼的痛苦，梅斯羅斯帶著其所得的那顆寶鑽，跳入了一個火熱的深淵之中；而梅格洛爾則將其所持的那顆精靈寶鑽，投入了大海之中。自此之後，三顆精靈寶鑽分別進入了天、地、海之中，從此一去不復返，直至世界重塑之時。
根據曼督斯的一則預言：在米爾寇最終回返，並於末日决战戰敗後，世界將會改變，而維拉將會回收精靈寶鑽；之後費諾的靈將從曼督斯的殿堂中釋放，將精靈寶鑽給予雅凡娜；之後雅凡娜會打破精靈寶鑽，並以之使雙聖樹復活；佩羅瑞山將會被夷平，而雙聖樹的光芒，將會帶著永恆的喜悅，充斥著整個世界。 此構想出現於托爾金由其兒子克里斯托弗·托尔金出版於《中土的形成》（The Shaping of Middle-earth）一書之中的手稿內，但不見於《精靈寶鑽》書中。

## 腳註
1. ↑  Tolkien, Christopher. . Allen & Unwin. 1981. ISBN 0-04-826005-3.
2. ↑  可參考泰德‧那斯密斯(Ted Nasmith)所繪的Maglor Casts a Silmaril into the Sea 的存檔，存档日期2012-08-20.一圖
3. ↑  . Encyclopedia of Arda. Mark Fisher. 30 June 2010  [2012-08-18]. （原始内容存档于2012-10-17）.
4. ↑  Tolkien, J. R. R. (1986), Christopher Tolkien, ed., The Shaping of Middle-earth, Boston: Houghton Mifflin, ISBN 0-395-42501-8